# Натітінгу
Натітінгу (фр. Natitingou) — місто в Беніні.
Натітінгу розташовано у північно-західній частині країни. Є адміністративним центром департаменту Атакора. Розміщується біля підніжжя гірської системи Атакора. Чисельність населення міста становить близько 35 тисяч чоловік. Тут є великий ринок, краєзнавчий музей, 2 лікарні, кінотеатри, аеропорт.
В минулому район Натітінгу був відомим місцем тата-сомба, своєрідних поселень—фортець народу сомба. На південь від міста розміщено Ботанічний сад Папатія, на схід — водоспади Кота.

## Клімат
Місто знаходиться у зоні, котра характеризується кліматом тропічних саван. Найтепліший місяць — березень із середньою температурою 30 °C (86 °F). Найхолодніший місяць — липень, із середньою температурою 25 °С (77 °F).
| Клімат Натітінгу        | Клімат Натітінгу | Клімат Натітінгу | Клімат Натітінгу | Клімат Натітінгу | Клімат Натітінгу | Клімат Натітінгу | Клімат Натітінгу | Клімат Натітінгу | Клімат Натітінгу | Клімат Натітінгу | Клімат Натітінгу | Клімат Натітінгу | Клімат Натітінгу |
| Показник                | Січ.             | Лют.             | Бер.             | Квіт.            | Трав.            | Черв.            | Лип.             | Серп.            | Вер.             | Жовт.            | Лист.            | Груд.            | Рік              |
| Абсолютний максимум, °C | 38               | 40               | 42               | 42               | 38               | 37               | 37               | 37               | 33               | 38               | 38               | 37               | 42               |
| Середній максимум, °C   | 32               | 35               | 35               | 35               | 32               | 30               | 28               | 28               | 28               | 31               | 33               | 32               | 32               |
| Середня температура, °C | 26               | 28               | 30               | 29               | 28               | 26               | 25               | 25               | 25               | 26               | 26               | 26               | 27               |
| Середній мінімум, °C    | 20               | 22               | 23               | 24               | 23               | 22               | 21               | 21               | 21               | 21               | 19               | 19               | 21               |
| Абсолютний мінімум, °C  | 10               | 14               | 17               | 20               | 18               | 18               | 18               | 18               | 16               | 16               | 12               | 12               | 10               |
| Днів з опадами          | 0                | 1                | 2                | 4                | 6                | 8                | 11               | 12               | 12               | 5                | 1                | 0                | 62               |
| Днів з дощем            | 0                | 1                | 2                | 4                | 6                | 7                | 11               | 12               | 12               | 5                | 1                | 0                | 61               |
| ----------------------- | ---------------- | ---------------- | ---------------- | ---------------- | ---------------- | ---------------- | ---------------- | ---------------- | ---------------- | ---------------- | ---------------- | ---------------- | ---------------- |
| Джерело: Weatherbase    |                  |                  |                  |                  |                  |                  |                  |                  |                  |                  |                  |                  |                  |